# Флоренс (Аризона)
Флоренс (енгл. Florence) град је у америчкој савезној држави Аризона. По попису становништва из 2010. у њему је живело 25.536 становника.

## Демографија
Према попису становништва из 2010. у граду је живело 25.536 становника, што је 8.482 (49,7%) становника више него 2000. године.
| Група             | 2000.         | 2010.          |
| Белци             | 8.478 (49,7%) | 11.911 (46,6%) |
| Афроамериканци    | 1.563 (9,2%)  | 1.608 (6,3%)   |
| Азијати           | 141 (0,8%)    | 226 (0,9%)     |
| Хиспаноамериканци | 6.041 (35,4%) | 7.978 (31,2%)  |
| Укупно            | 17.054        | 25.536         |